# WTA Swiss Open 1985
WTA Swiss Open 1985  — жіночий тенісний турнір, що проходив на відкритих кортах з ґрунтовим покриттям у Лугано (Швейцарія). Належав до Світової чемпіонської серії Вірджинії Слімс 1985. Турнір відбувся вдев'яте і тривав з 20 до 26 травня 1985 року. Третя сіяна Бонні Гадушек здобула титул в одиночному розряді.

## Фінальна частина

### Одиночний розряд
Бонні Гадушек —  Мануела Малеєва 6–2, 6–2
- Для Гадушек це був 2-й титул в одиночному розряді за рік і 3-й — за кар'єру.

### Парний розряд
Бонні Гадушек /  Гелена Сукова —  Беттіна Бюнге /  Ева Пфафф 6–2, 6–4